# Fédération des listes vertes
La Fédération des listes vertes (en italien : Federazione delle Liste Verdi, FLV) est un parti politique italien de gauche, écologiste et environnementaliste, actif entre 1986 et 1990.

## Historique

### Fondation et premiers résultats
En 1984 puis 1985, les différentes Listes vertes (en italien : Liste Verdi) organisent à Florence une assemblée nationale. Lors de celle convoquée en 1986, ils créent une structure nationale, dotée de statuts et d'un règlement uniques. La FLV adopte pour symbole le Soleil qui rit, emprunté aux militants antinucléaires danois.
La première participation électorale de la Fédération est une réussite, puisque les écologistes rassemble plus de 960 000 voix à la Chambre des députés, faisant élire 13 candidats. Ce résultat égale celui du Parti radical (PR), établi sur la scène politique depuis près de dix ans. Au Sénat de la République, la FLV remporte deux sièges et avec 2 % des exprimés, elle devance le PR.

### Disparition
Le parti confirme son implantation à l'occasion des élections européennes de 1989, où il totalise sous l'étiquette Les Verts Européens - Liste Verte (en italien : Verdi Europa - Lista Verde, VE-LV) 1 317 000 suffrages. Faisant élire trois députés européens, la FLV surpasse le Parti social-démocrate italien (PSDI), pilier de la vie politique italienne depuis 1948.
Le 9 décembre 1990, la Fédération des listes vertes approuve la fusion avec Les Verts Arc-en-ciel (VA), ce qui permet de former la Fédération des Verts (FDV).

## Résultats électoraux

### Élections générales
| Année | Chambre des députés | Chambre des députés | Sénat de la République | Sénat de la République | Rang | Gouvernement |
| Année | %                   | Mandats             | %                      | Mandats                | Rang | Gouvernement |
| ----- | ------------------- | ------------------- | ---------------------- | ---------------------- | ---- | ------------ |
| 1987  | 2,51                | 13 / 630            | 1,96                   | 2 / 315                | 8e   | Opposition   |

### Élections européennes
| Année | %    | Mandats | Rang | Groupe |
| ----- | ---- | ------- | ---- | ------ |
| 1989  | 3,78 | 3 / 81  | 6e   | Verts  |